# San Miguel (Bohol)
San Miguel is een gemeente in de Filipijnse provincie Bohol op het gelijknamige eiland. Bij de census van 2015 telde de gemeente ruim 24 duizend inwoners.

## Geografie

### Bestuurlijke indeling
San Miguel is onderverdeeld in de volgende 18 barangays:
| - Bayongan - Bugang - Cabangahan - Kagawasan - Camanaga - Cambangay Norte - Capayas - Corazon - Garcia | - Hagbuyo - Caluasan - Mahayag - Poblacion - San Isidro - San Jose - San Vicente - Santo Niño - Tomoc |

## Demografie
San Miguel had bij de census van 2015 een inwoneraantal van 24.135 mensen. Dit waren 561 mensen (2,4%) meer dan bij de vorige census van 2010. Ten opzichte van de census van 2000 was het aantal inwoners gegroeid met 3.307 mensen (15,9%). De gemiddelde jaarlijkse groei in die periode kwam daarmee uit op 0,97%, hetgeen lager was dan het landelijk jaarlijks gemiddelde over deze periode (1,84%).

De bevolkingsdichtheid van San Miguel was ten tijde van de laatste census, met 24.135 inwoners op 123,29 km², 195,8 mensen per km².

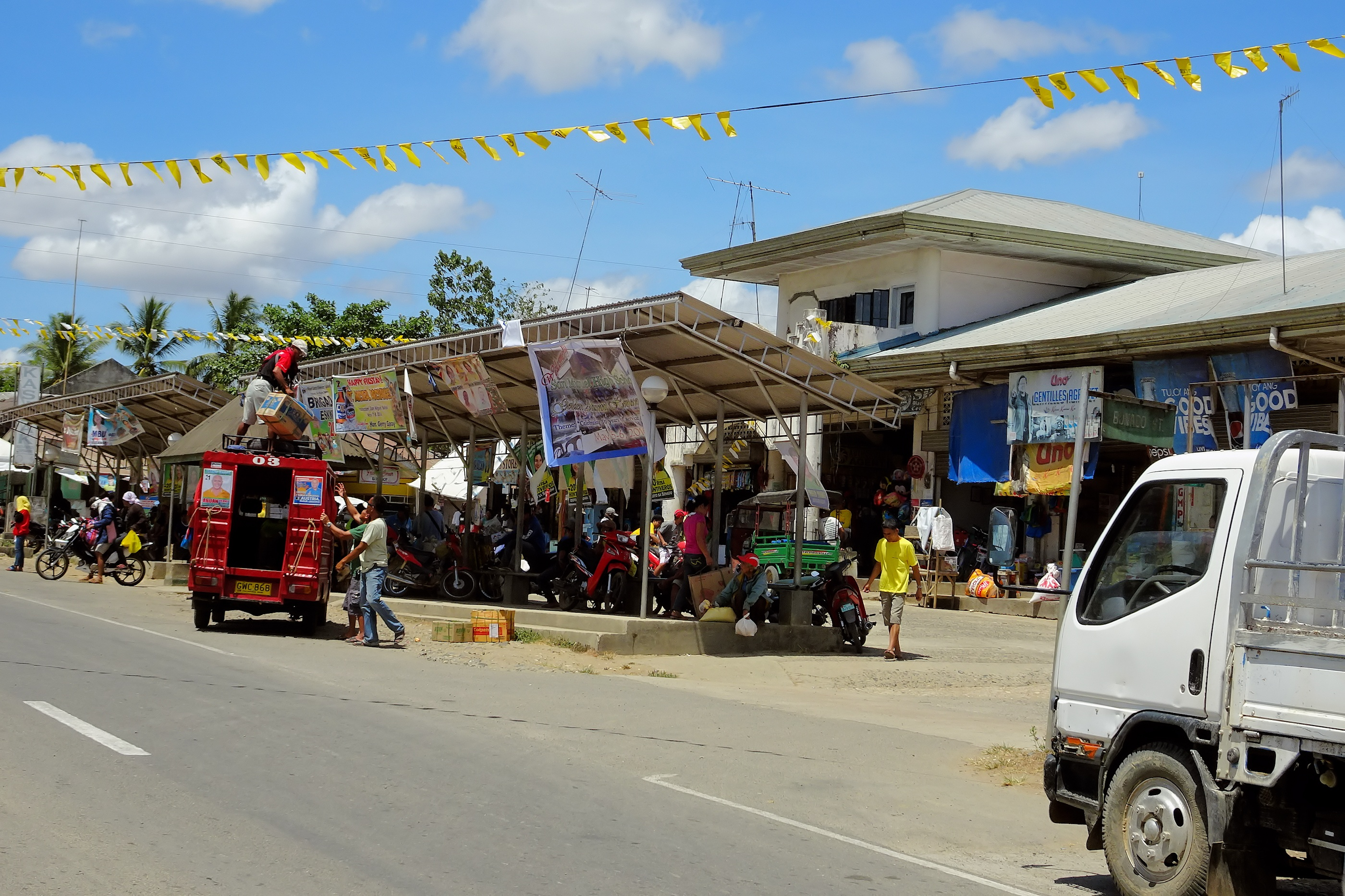
Markt in San Miguel